# 牛ライノウイルス病
牛ライノウイルス病（うしライノウイルスびょう、英:bovine rhinovirus infection）とは牛ライノウイルス感染を原因とするウシの感染症。
牛ライノウイルスはピコルナウイルス科ライノウイルス属に属するRNAウイルス。単独感染では無症状あるいは軽度の症状であるが、細菌、マイコプラズマ、他のウイルスとの混合感染により症状は悪化する。症状は発熱、呼吸器症状。治療には二次感染により症状が悪化することを防止するため抗生物質を投与する。ワクチンはない。